# Переворот (элемент акробатики)
Переворо́т — элемент акробатики, в котором нужно перевернуться через голову с помощью рук.

## Переворот вперёд
Перевороты вперёд бывают разных видов:
1. Обычный — исполнитель должен встать на руки, толчком от рук перевернуться через голову и встать на ноги. (Почти всегда исполняется с разгона для удобства).
2. Через мостик (медленный) — исполнитель должен встать на руки, перевернуться, перейти в мостик и затем в упоре-мостике толкнуться руками и перекатом вернуться в стойку (возможно на две или на одну ногу). (Исполняется с места).
3. Кульбит — исполнитель должен также встать на руки и перевернуться через одну ногу (также называют колесом вперёд).
4. Темповой или фляк вперёд — исполнитель должен прыгнуть на руки, перевернуться и толчком рук вернуться в стойку. (Исполняется в темпе).

Переворотом также является колесо (трюк акробатики). Также существует ещё один боковой переворот (переворот вперёд с переходом назад), называемый рондатом.

## Переворот назад
Перевороты назад тяжелее, чем вперёд, и тоже исполняются по-разному:
1. Обычный — исполнитель должен перейти в мостик, но во время перехода одну ногу закидывать, не исполняя случайного прыжка на руки (колесо назад).
2. Через мостик (медленный) — исполнитель должен перейти назад со стойки, затем закинуть одну ногу, перевернуться и вернуться в стойку.
3. Фляк — исполнитель прыгает на руки назад, переворачивается и толкается с рук, переходя в стойку. Возможно выполнение без толчка рук и на одну ногу.